# Vallée de Gissar
La vallée de Gissar (également Gisar, Hissar, ou Hisor) au Tadjikistan est l'une des principales régions agricoles du pays. Elle s'étend d'est en ouest dans la région de Subordination républicaine tadjike, au pied des pentes méridionales des monts Gissar, et au nord de la frontière de la province tadjike de Khatlon. Elle a plus ou moins 100 km de long sur un peu plus de 20 km de large en son centre, et s'étend depuis le district de Vahdat à l'est jusqu'au district de Tursunzadé à la frontière ouzbèke à l'ouest, avec la capitale du pays, Douchanbé et le district d'Hisor en son centre. 
L'altitude de la vallée va de plus ou moins 700 mètres à l'ouest, jusque 1000 mètres à l'est. La vallée est largement irriguée par le Kofarnikhon (ou Kafirnigan) dans ses parties orientale (supérieure) et centrale. À l'ouest, ce sont divers affluents du Sourkhan Daria qui l'arrosent, de même qu'un canal reliant le bassin du Kofarnikhon à celui du Sourkhan Daria.
Les températures élevées de la vallée (29 °C en été et 0 °C à –1 °C en hiver), ainsi que des eaux très abondantes fournies par une série de rivières issues des monts Gissar, font de la vallée de Gissar une des premières zones de culture du coton au Tadjikistan. 